# Coffee Time
Coffee Time (珈琲時間, Kōhī Jikan) (titre alternatif : Coffee Jikan) est un recueil de seinen mangas de Tetsuya Toyoda, contenant dix-sept histoires prépubliées dans le magazine Monthly Afternoon entre juillet 2008 et  décembre 2009 puis publiées par l'éditeur Kōdansha en un volume relié sorti en décembre 2009. La version française est éditée par Ki-oon dans la collection « Latitudes » en un volume sorti le 9 octobre 2014.

## Publication
Les dix-sept histoires composant le recueil ont été prépubliées dans le magazine Monthly Afternoon entre juillet 2008 et février 2009 et entre avril 2009 et décembre 2009 puis publiées par l'éditeur Kōdansha en un volume relié sorti en décembre 2009.
La version française est éditée par Ki-oon dans la collection « Latitudes » en un volume sorti le 9 octobre 2014.

### Liste des volumes
| no | Japonais         | Japonais          | Français       | Français          |
| no | Date de sortie   | ISBN              | Date de sortie | ISBN              |
| --- | ---------------- | ----------------- | -------------- | ----------------- |
| 1 | 22 décembre 2009 | 978-4-06-310604-6 | 9 octobre 2014 | 978-2-35592-756-0 |
| Liste des chapitres : - Chap. 1 : Whatever I Want - Chap. 2 : Cappuccino Kid (カプチーノ・キッド, Cappuccino Kid) - Chap. 3 : Groseilles (すぐり, Suguri) - Chap. 4 : L'Inspecteur robot (ロボット刑事, Robotto keiji) - Chap. 5 : Kiki the Pixy - Chap. 6 : Hate to See You Go - Chap. 7 : Au cœur de la nuit (深夜+1, Shin'ya + 1) - Chap. 8 : Little Girl Blue (リトル・ガール・ブルー, Ritoru gāru burū) - Chap. 9 : Where Are You? - Chap. 10 : Un surfeur en hiver (冬の波乗り, Fuyu no naminori) - Chap. 11 : Girafes (きりん, Kirin) - Chap. 12 : Chopped Tomato Puree - Chap. 13 : Book café Tanaka (田中ブックカフェ, Tanaka bukku kafe) - Chap. 14 : Un rêve (夢, Yume) - Chap. 15 : Lost in the Flood - Chap. 16 : Professeur menteur (うそつき博士, Uso-tsuki hakase) - Chap. 17 : Any Day Now |                  |                   |                |                   |

## Réception
En France, le volume obtient globalement de bonnes critiques de la part de la presse. Pour Télérama, « Tetsuya Toyoda brode sur le même thème, celui des rencontres improbables, des situations incongrues, du point de rupture. Toujours sur le fil, prêtes à basculer dans l'absurde, le grotesque ou le drame, ses nouvelles sont moins centrées sur l'intrigue que sur les personnages ». Selon Coyote magazine, « Tetsuya Toyoda confirme son aptitude à capter les petits riens du quotidien grâce à sa mise en scène et son sens du dialogue ». Philippe Peter de dBD, pour sa part, considère le manga comme moins réussi que Goggles : si le journaliste apprécie « la diversité des thèmes et des genres abordés (chronique sociale, drame, SF, polar), de même que la grande qualité d'écriture de l'auteur », il regrette certaines histoires qui sont pour lui « franchement insignifiantes ».

## Distinctions
Le magazine AnimeLand décerne à l'album le prix du meilleur one shot lors de l'Anime & Manga Grand Prix 2014.

### Édition japonaise
Kōdansha
1. 1 2 3  (ja) « Tome 1 ».

### Édition française
Ki-oon
1. 1 2  (fr) « Tome 1 ».